# 後藤寺町
後藤寺町（ごとうじまち）は、福岡県田川郡にあった町。現在の田川市の北西部にあたる。本項では発足時の名称である弓削田村（ゆげたむら）についても述べる。

## 地理
- 河川 ： 中元寺川
- 山岳 ： 船尾山

## 歴史
- 1889年（明治22年）4月1日 - 町村制の施行により、弓削田村・奈良村・川宮村の区域をもって弓削田村が発足。
- 1905年（明治38年） - 川宮の一部（宮床地区）を糸田村に編入。
- 1907年（明治40年）4月1日 - 弓削田村が町制施行して後藤寺町となる。
- 1927年（昭和2年）2月1日 - 後藤寺町に本店を置いていた田川貯蓄銀行が資本金不足を理由に業務停止命令を受け[2]事実上倒産。
- 1943年（昭和18年）11月3日 - 伊田町と合併して田川市が発足。同日後藤寺町廃止。

## 交通

### 鉄道路線
- 運輸通信省
  - 田川線（現・日田彦山線）
  - 糸田線
    - 後藤寺駅（現・田川後藤寺駅）

  - 後藤寺線
    - 後藤寺駅（現・田川後藤寺駅） - 船尾駅

現在は旧町域に平成筑豊鉄道糸田線の大藪駅が所在するが、当時は未開業。